# Козляницька сільська рада
Козля́ницька сільська́ ра́да — адміністративно-територіальна одиниця та орган місцевого самоврядування в Сосницькому районі Чернігівської області. Адміністративний центр — село Козляничі.

## Загальні відомості
Козляницька сільська рада утворена у 1919 році.
- Територія ради: 31,733 км²
- Населення ради: 630 осіб (станом на 2001 рік)

## Населені пункти
Сільській раді були підпорядковані населені пункти:
- с. Козляничі
- с. Рудня

## Склад ради
Рада складалася з 12 депутатів та голови.

### Керівний склад попередніх скликань
| Прізвище, ім'я, по батькові | Основні відомості                                            | Дата обрання | Дата звільнення |
| --------------------------- | ------------------------------------------------------------ | ------------ | --------------- |
| Маценко Людмила Дмитрівна   | Сільський голова, 1949 року народження, член Народної партії | 26.03.2006   | 31.10.2010      |
| Слюта Тетяна Миколаївна     | Сільський голова, 1977 року народження,                      | 31.10.2010   |                 |

### Депутати
За результатами місцевих виборів 2010 року депутатами ради стали:

#### За суб'єктами висування
| Суб'єкт висування                 | Кількість обраних депутатів | %    |
| --------------------------------- | --------------------------- | ---- |
| Партія регіонів                   | 10                          | 83,3 |
| Політична партія «Сильна Україна» | 2                           | 16,7 |

#### За округами
| № округу                          | Прізвище, ім'я, по батькові     | Дата визнання обраним | Освіта             | Партійна приналежність                  | Відомості про обраного депутата                                    |
| --------------------------------- | ------------------------------- | --------------------- | ------------------ | --------------------------------------- | ------------------------------------------------------------------ |
| Партія регіонів                   |                                 |                       |                    |                                         |                                                                    |
| 1                                 | Кривицький Іван Олександрович   | 02.11.2010            | середня            | член Партії регіонів                    | тимчасово не працює                                                |
| 2                                 | Ростальний Микола Володимирович | 02.11.2010            | середня спеціальна | член Партії регіонів                    | тимчасово не працює                                                |
| 3                                 | Слюта Анатолій Дмитрович        | 02.11.2010            | середня спеціальна | член Партії регіонів                    | Козляницька загальноосвітня школа, вчитель                         |
| 4                                 | Попружко Валентина Олексіївна   | 02.11.2010            | середня спеціальна | позапартійна                            | Козляницька сільська рада, секретар                                |
| 7                                 | Ященко Володимир Миколайович    | 02.11.2010            | вища               | позапартійний                           | Козляницька загальноосвітня школа, вчитель                         |
| 8                                 | Велігоцький Федір Федорович     | 02.11.2010            | середня спеціальна | член Партії регіонів                    | тимчасово не працює                                                |
| 9                                 | Батуренко Таїсія Григорівна     | 02.11.2010            | вища               | позапартійна                            | Козляницька загальноосвітня школа, вчитель                         |
| 10                                | Потапенко Наталія Миколаївна    | 02.11.2010            | середня спеціальна | член Партії регіонів                    | тимчасово не працює                                                |
| 11                                | Лось Тетяна Антонівна           | 02.11.2010            | вища               | член Партії регіонів                    | Козляницька загальноосвітня школа, вчитель                         |
| 12                                | Надточій Оксана Іванівна        | 02.11.2010            | середня            | член Партії регіонів                    | тимчасово не працює                                                |
| Політична партія «Сильна Україна» |                                 |                       |                    |                                         |                                                                    |
| 5                                 | Батуренко Валентина Василівна   | 02.11.2010            | вища               | позапартійна                            | Козляницька загальноосвітня школа, вчитель                         |
| 6                                 | Сухоліт Валентина Олександрівна | 02.11.2010            | середня            | член Політичної партії «Сильна Україна» | Руднянський фельдшерсько-акушерський пункт, молодша медична сестра |